# (963) Iduberga
(963) Iduberga ist ein Asteroid des Hauptgürtels, der am 26. Oktober 1921 vom deutschen Astronomen Karl Wilhelm Reinmuth in Heidelberg entdeckt wurde.
Der Asteroid wurde in traditioneller Weise mit einem weiblichen Vornamen benannt. Der Name ist keiner speziellen Person zugeordnet.